# ゲオルギー・モソロフ

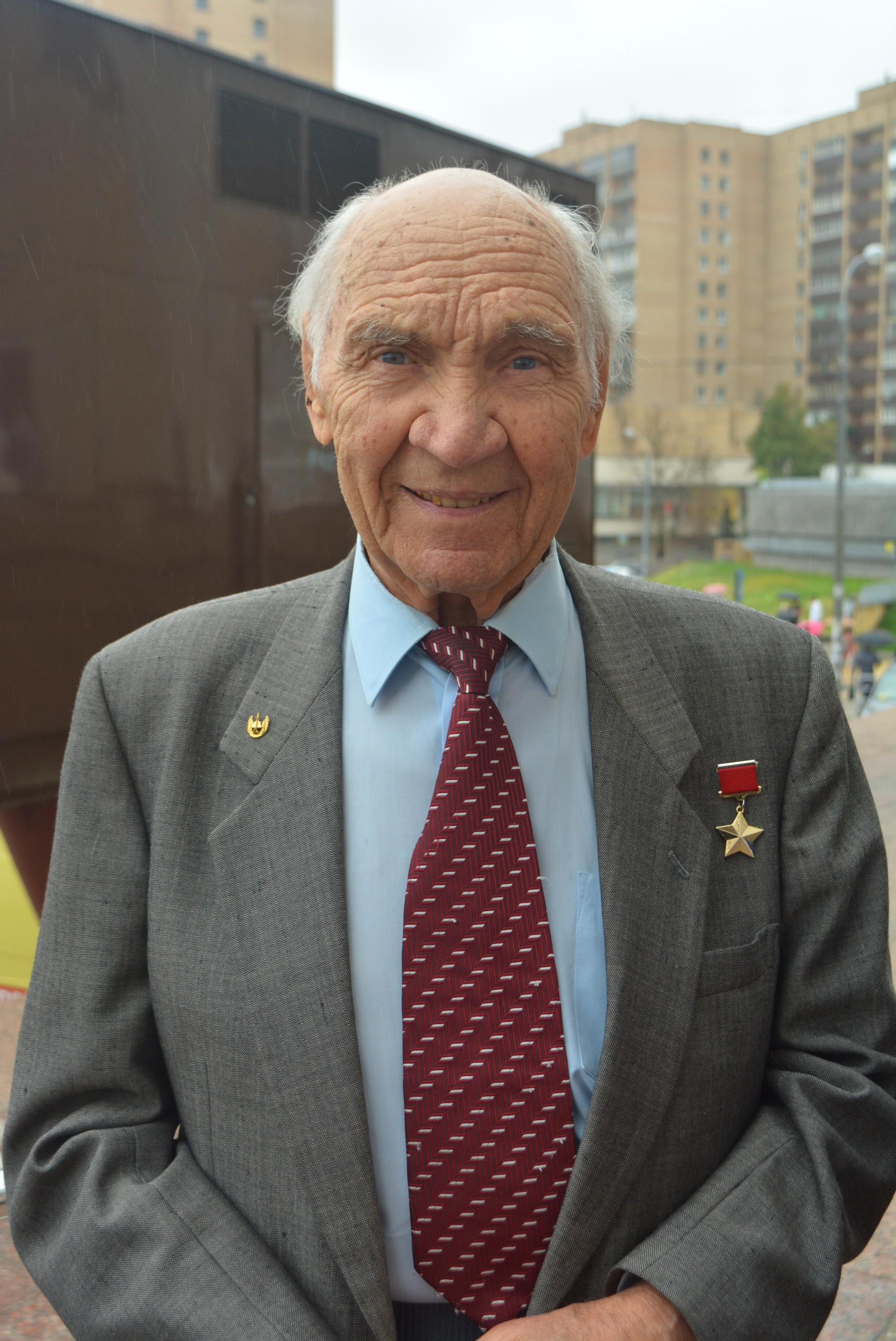
ゲオルギー・モソロフ

ゲオルギー・コンスタンティノヴィチ・モソロフ（Georgi Konstantinovich Mosolov 、ロシア語表記： Георгий Константинович Мосолов、1926年5月3日 - 2018年3月18日）はソビエト連邦のテストパイロット。 
ウファに生まれた。第二次世界大戦中の1943年から1946年までグライダークラブに参加し飛行を学び、その後、ソビエト空軍の戦闘機のパイロットの訓練を受け、戦闘機パイロットになり、後に操縦教官となった。
優れた操縦技術からテストパイロットに選ばれ、1951年から1953年の間、テストパイロットの訓練を受けた。1959年に、MiG-21に速度記録用の改造を行った MiG-66で2388 km / hを樹立し、これはソビエトで最初の速度記録となった。1961年には34,174 mの高高度飛行記録を樹立した。1962年7月7日には実験機E-166で、速度記録を2681 km / hに伸ばした。1960年にソ連邦英雄を受勲した。
1962年9月11日、MiG E-8に搭乗中に事故に遭遇、射出座席で脱出したが重傷を負った。回復後はパイロットに戻ることは出来なかったが、テストパイロットの指導に携わった。
2018年3月18日に死去。91歳没。